# Сускью

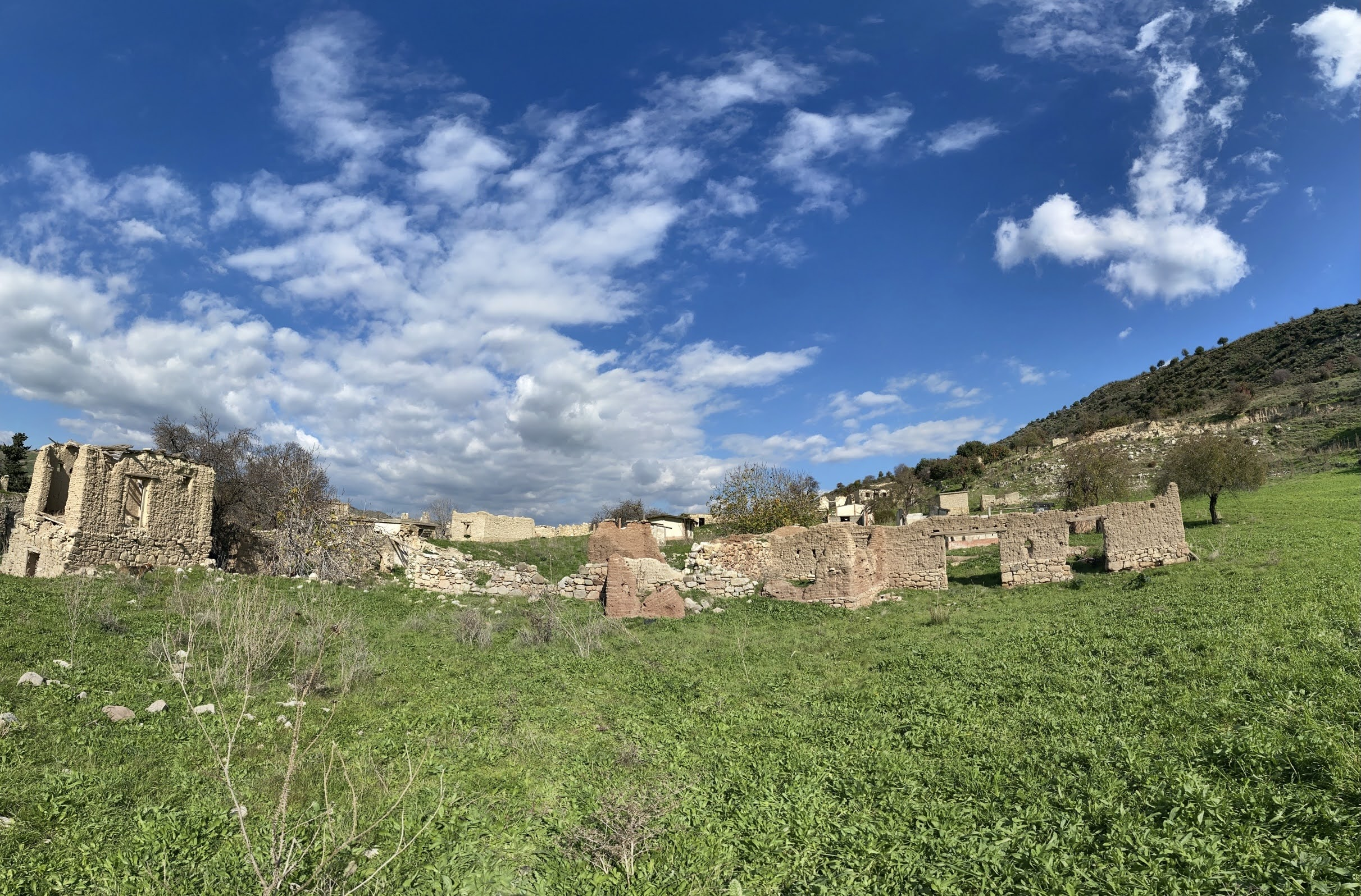
Вид на заброшенную деревню Сускью

Сускью (греч. Σουσκιού, тур. Susuz) — заброшенная деревня в районе Пафос (Республика Кипр), расположенная в 4 км к северу от Куклии, недалеко от восточного берега реки Диаризос, на средней высоте 90 метров над уровнем моря.

## Название
Подлинное греческое название села неизвестно. Во франкский период было использовано название Суссу (Sussu), а позже турки-киприоты использовали название Сусуз, что означает «без воды».

## Поселение Сускью до нашей эры
По результам раскопок нескольких захоронений, которые начались еще в 1950-х годах, и продолжались до 2010 года,, можно предполагать, что поселение образовывалось рядами ярусов из-за уклона, и на них и строились дома. Жители поселения специализировались на производстве знаменитых крестообразных фигурок. Материал для обработки фигурок был обнаружен разбросанным по всему поселению, что свидетельствует о существовании различных производственных групп.
Эти данные предоставляют важную информацию как о способе изготовления фигурок, так и об общественной организации и ремеслах того времени.
Находки захоронений показывают, что доисторические жители этого поселения культивировали глубокое религиозное чувство, создали новые достижения в уже развитой кипрской керамике и особенно в микроструктуре, используя медь вместе с камнем и другими камнями для строительства предметов и хоронили своих умерших на специальных кладбищах, расположенных на небольшом расстоянии от поселения. Все находки из могил Суского кладбища, а также поверхностные керамические раковины и различные другие образцы от соседнего поселения датируются первой фазой энеолита (3900—2900 гг. до н. э.)
Поселение просуществовало до 3000 г. до н. э. и состоял из жилищ, кладбища и мастерской по обработке меди.
При раскопках кладбища в 2004 г. было найдено неповрежденное захоронение, в котором были погребальный инвентарь, маленькие крестообразные статуэтки из стеатита, женские ожерелья, чаша, бусины деколи и стеклянные бусы, камни, римские керамические раковины, стеклянная ваза, утюг, каменная кирка и следы ткани.
Выводы группы археологического исследовательского центра Эдинбургского университета в 2010 году относятся к производству фигурок в форме креста того же типа, что и фигурка Помоса, изображенная на монетах кипрского евро.
В цехе по переработке меди было найдено необработанное сырье из гор Троодос, грубые и слегка незаконченные фигурки (которые, вероятно, были забракованы из-за некоторых дефектов). Согласно исследованию, мастерская работала в здании, где также выполнялись другие повседневные домашние дела.
В другом месте поселения в остатках дома были обнаружены инструменты, с помощью которых были изготовлены фигурки, а также большое количество истощений с ранних стадий их строительства. Кроме того, в другом месте поселения при раскопках были обнаружены кости животных, керамика, древесный уголь, костяные орудия и многое другое, что дает много информации об экономике поселения.

## История современного поселения
Судя по документам, деревня существовала уже в средние века. Французский исследователь Луи де Мас-Латри описывает ее среди тех деревень, которые принадлежали королю во времена франков.
Как королевское поместье во времена франков, а затем государственное поместье в венецианский период, Сускью была конфискована турецкими властями после завоевания Кипра турками в конце 16 века. Вследствие этого, в деревне поселились турки, которые в конечном итоге преобладали над ее греческими жителями, и в результате этого постепенно деревня стала чисто турко-киприотской.
После турецкого вторжения в 1974 г. киприоты-турки были вынуждены покинуть свою деревню и вместе со всеми другими киприотами-турками переехать из свободных районов в оккупированные районы.
Деревня на данный момент полностью заброшена.